# 贝尔泰
贝尔泰（法語：Berthez）是法国吉伦特省的一个市镇，属于朗贡区（Langon）奥罗县（Auros）。该市镇总面积6.03平方公里，2009年时的人口为220人。

## 人口
贝尔泰人口变化图示